# OrthoCAD
OrthoCAD(オーソキャド）は、歯列矯正治療に用いるCADシステムのこと。アメリカ合衆国に本社を置くのキャデント社が提供している。2009年に東京にスキャニングセンターが開設され、日本でのサービスを開始した。

## 概要
患者の口腔内から採得したスタディ模型を3Dスキャニングし、パソコン画面上に表示。パソコン画面上で歯の動きのシミュレーションを可能にするシステムである。抜歯やディスキング、ブラケットの付ける最適な位置を何度もシミュレーションして確認することができるため、効率のよい治療を可能にする。アメリカでは矯正歯科医の15%が本システムを利用しており(2010年現在)、シミュレーションを繰り返し最適な治療計画を作成できるため患者の通院回数を30%以上減少させることができる。また、シミュレーションによって決定した位置にブラケットを取り付ける事を補助するインダイレクト・ボンディング・トレイを作成することができ、治療の高速化、簡便化に寄与するシステムである。

## 関連
- 歯列矯正
- 矯正歯科